# Spirit of Excalibur
Spirit of Excalibur est un jeu vidéo de rôle développé par Synergistic Software et publié par Virgin Mastertronic en 1990 sur Amiga, Atari ST, Apple II, IBM PC et Macintosh. Le jeu prend place dans un monde médiéval-fantastique inspiré des légendes arthuriennes. Le joueur commande un groupe de personnages et a pour objectif d’unifier la Grande-Bretagne après la mort du roi Arthur.  Le gameplay du jeu est dans la lignée de celui de J. R. R. Tolkien's War in Middle Earth (1988) et combine des éléments de jeu vidéo de rôle et de jeu vidéo de stratégie.

## Accueil
| Spirit of Excalibur |      |       |
| Média               | Pays | Notes |
| Amiga Action        | GB   | 70 %  |
| Amiga Power         | GB   | 62 %  |
| Gen4                | FR   | 92 %  |
| Joystick            | FR   | 92 %  |
| Tilt                | FR   | 13/20 |